# Strophitus subvexus
Strophitus subvexus är en musselart som först beskrevs av Conrad 1834.  Strophitus subvexus ingår i släktet Strophitus och familjen målarmusslor. IUCN kategoriserar arten globalt som nära hotad. Inga underarter finns listade i Catalogue of Life.